# Сатылганова, Гульнур Абдырасаковна
Абдырасаковна Гульнур Сатылганова (кирг. Гүлнур  Сатылганова; род. 1 ноября 1968 года в Токтогуле Джалал-Абадская область, Киргизская ССР)
Известная кыргызская эстрадная певица. Часто именуемая «Примадонной Кыргызской эстрады», «Королевой кыргызского шоу-бизнеса» (кирг. Сахна Ханайымы). Лауреат многих национальных и международных конкурсов, государственных, международных премий. По результатом опросов музыкальных хит-парадов неизменно признавалось «Лучшей певицей года», «Лучшей исполнительницей», «Женщиной года» и звездой № 1 Кыргызской эстрады. Заслуженный артист Республики Кыргызстан (2001), Народный артист  Республики Кыргызстан  (2008).

## Биография
Гульнур родом из тех мест, где родился Токтогул Сатылганов, и является его однофамилицей, но не родственницей. По первому образованию Гульнур Сатылганова — кондитер. В 1987 г. поступила на отделение хорового дирижирования Кыргызского государственного института искусств им. Б. Бейшеналиевой. Окончив институт в 1991 году, работала в театре «Куудулдар», а после открытия театра Арсена Умуралиева вместе с мужем перешла в новую труппу и с 1992 по 1995 год исполняла роль Цу. Покинула театр после того, как труппу пополнили выпускники Московского театрального училища имени Щепкина. Расставшись с театром, Гульнур начала карьеру на эстраде и за несколько лет стала звездой первой величины киргизского шоу-бизнеса, из-за чего Гульнур Сатылганову, на песнях которой воспитано целое поколение, иногда называют «Аллой Пугачёвой» Киргизии (кирг. Алла Пугачевадай ырчы).

## Детство и родители
Отец — Абдыразак Сатылганов, окончил институт земледелия и работал зоотехником.
Мама — Анаркан Мамбеталиева работала шеф-поваром в детском саду. Несмотря на то, что у родителей Гульнара не было музыкального образования, отец очень хорошо играл на комузе, а мама имела сильный голос с красивым тембром. В их семье было 11 или 10 детей, где Гульнур седьмая. В 1995 году умер Абдыразак Сатылганов, а в 2005 году ушла из жизни Анаркан Мамбеталиева.

## Творческий путь
Гульнур с детства мечтала стать певицей. Впервые она вышла на сцену в пять лет на новогодней ёлке, и с того дня она всегда участвовала в разных вокальных конкурсах. Без неё не проходил ни один концерт в школе. После окончания школы в 1985 году она приехала в столицу поступать в университет, в то время институт искусств им. Бейшеналиевой. Но, к сожалению, опоздала на экзамен, и пришлось год учиться на кондитера. Педагоги Гульнур — Надежда Хохлова и педагог по классическому вокалу Талгар Жакшылыков всегда её ругали за её ленивость, говорили что если будет учиться, заниматься может достичь высоких результатов.
В 1986 году в Токтогуле был организован концерт «Ыр кесе». На концерте Гульнур исполнила одну песню в сопровождении гитары. Народу понравился её исполнение и они не отпускали её и просили спеть ещё раз. И так она спела 6-7 песен с гитарой. Тогда её заметил руководитель популярного ансамбля «Мин кыял» и предложил совместную работу. Сатылганова более двух лет работала с этим коллективом и гастролировала во всех регионах страны. В 1991 году окончила институт и вместе с другом Эриком Кадырбаевым создали новую группу «Агым», в том же году стали участниками конкурса «Тянь-Шань 91»
с песнями «Туулган жер»,"Суйомун моокум канганча" и выиграли этот конкурс. Но уже в 1992 году группа распалась а Гульнур вышла замуж. В 1992 году вместе с мужем участвовали в конкурсе «Жаштык ыры-92» и выиграли. В 1993 году «Ыр десте-93» и на этом конкурсе тоже одержали победу. После Сатылганова начала выступать на международных вокальных конкурсах: «Славянский базар» который проходил в Минске, «Ысыл-Колдо кадыр тун»,"Шабыт" в Астане, «Азия даусы»,"Международный конкурс тюркских исполнителей" и многие другие конкурсы на которых она не раз одержала победу и принесла стране многочисленные гран-при, первые места и популярность.
В её жизни было очень много потерь и трудностей, но Гульнур не сидела и не рыдала, а занималась тем что нравится ей и достигла высоких результатов как говорили её педагоги в институте. И вот уже более 30 лет она — гордость своего народа.

## Почётные звания и награды
Гульнур Сатылганова является лауреатом многих национальных и международных премий, в том числе:
•Заслуженная артистка Кыргызской Республики (2001)
- Народная артистка Кыргызской Республики (2008)[5]
- Статуэтка «Золотой голос»[6]
- Женщина года[7][8][9]
- Знак чести «Серебряный крест» (2011, Общественная организация «Георгиевский союз», Санкт-Петербург)[10][11]